# Wettin-Obelisk (Dresden)

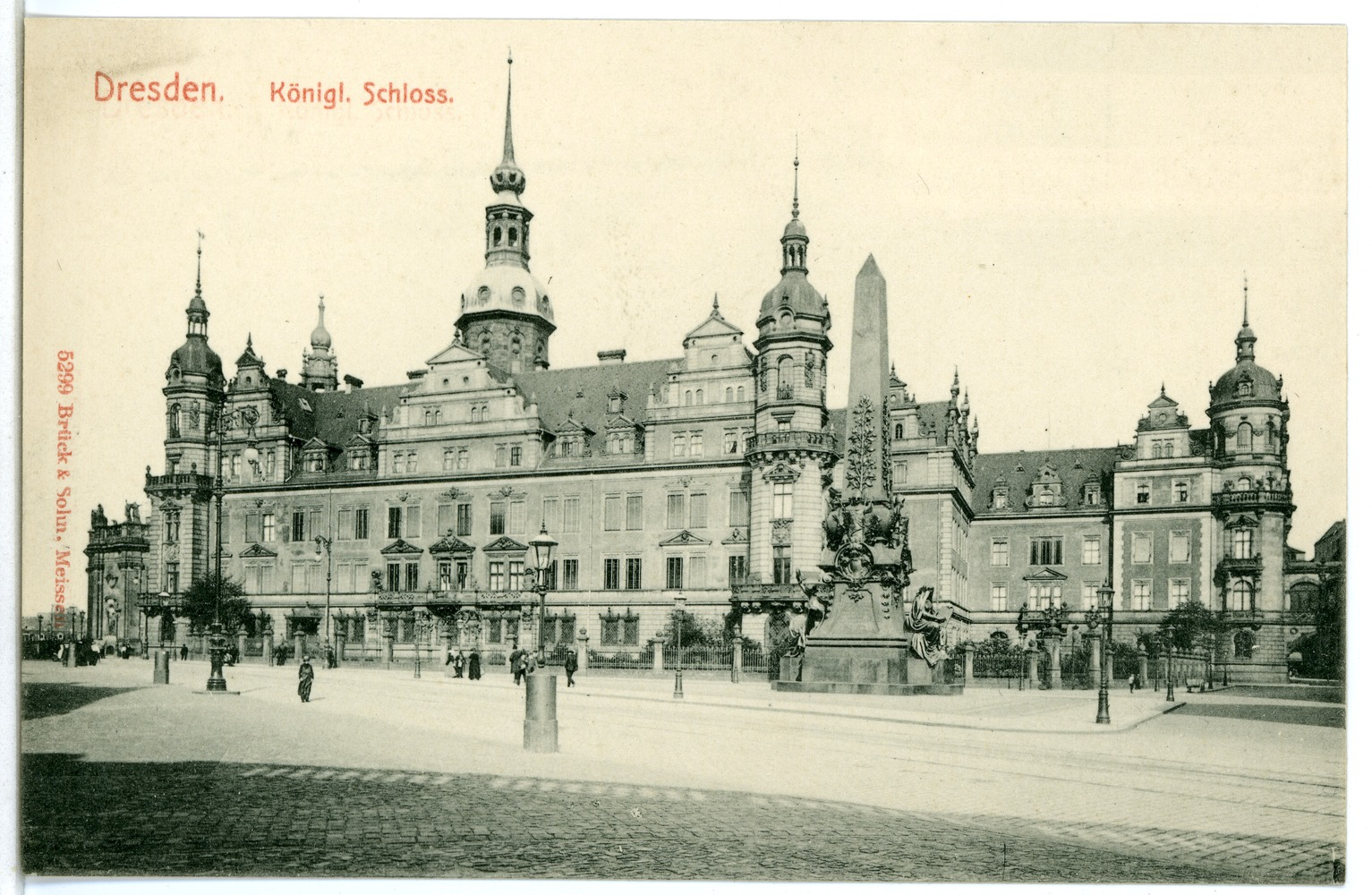
Der Wettin-Obelisk vor dem Residenzschloss Dresden

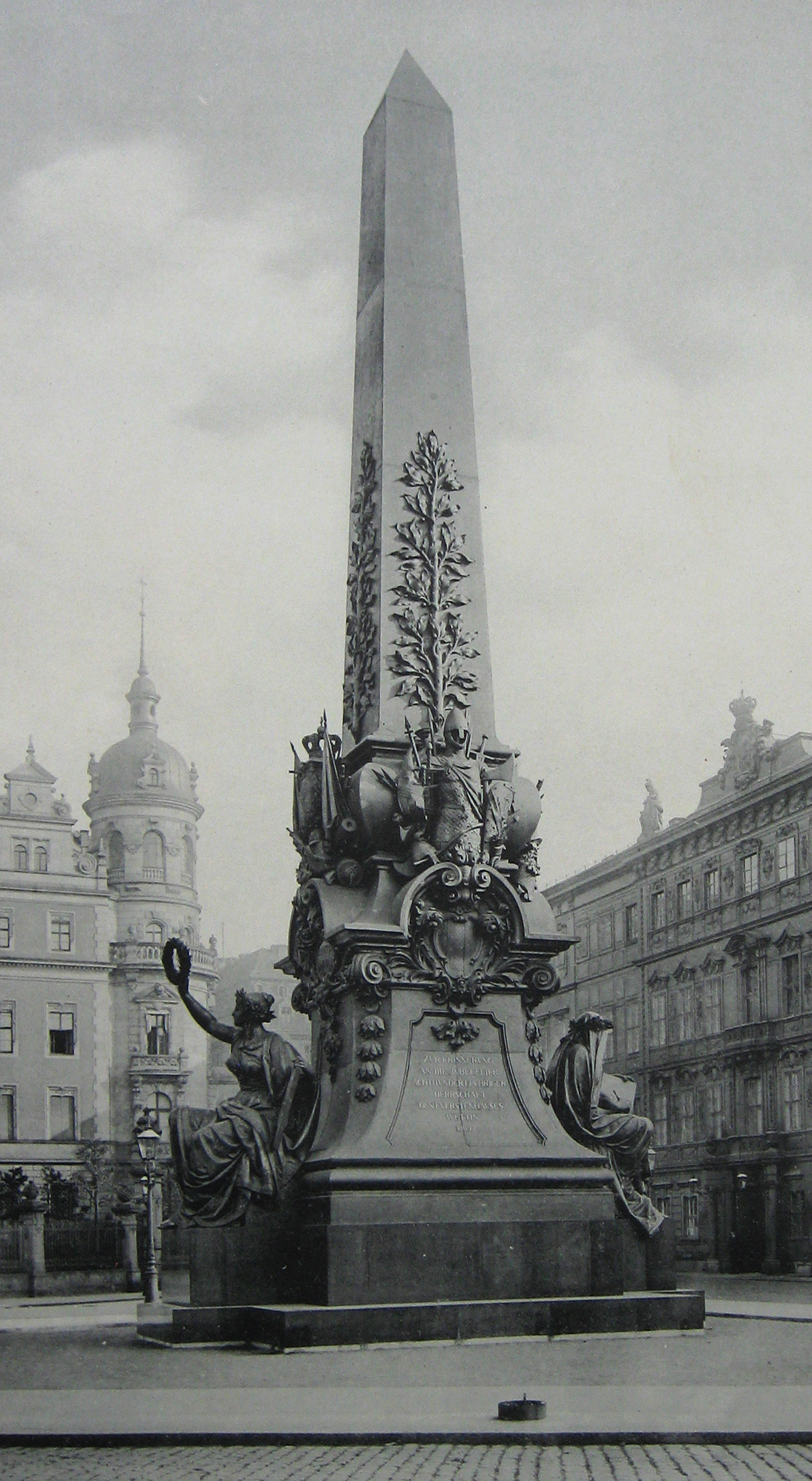
Wettin-Obelisk, Ansichtskarte um 1910

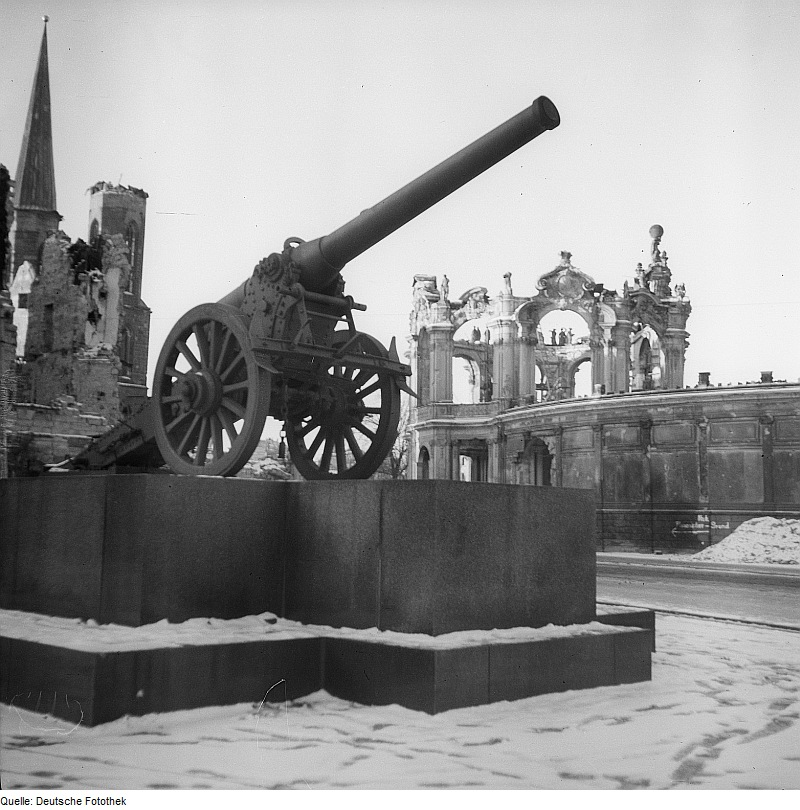
Kanonen-Denkmal mit französischer Beutekanone

Der Wettin-Obelisk war ein obeliskartig ausgeführtes Denkmal an die Jubelfeier der 800-jährigen Herrschaft des Hauses Wettin über Sachsen. Er befand sich an der Sophienstraße, Ecke Taschenberg, in der Inneren Altstadt von Dresden, unweit der Hauptwache. Er stand zwischen dem Südwestflügel des Schlosses, dem Zwinger und dem Taschenbergpalais auf einer dreieckigen Verkehrsinsel mit aufwendig verziertem Kleinpflaster.

## Vorgeschichte
Für die Jubiläumsfeier des sächsischen Königshauses 800 Jahre Wettin im Jahr 1889 erhielt das berühmte Dresdner Architektenbüro Rudolf Schilling & Julius Graebner den Auftrag, zwei Obelisken für die Feierlichkeiten auf dem Schloßplatz zu entwerfen. Nach den Entwürfen gestaltete der Dresdner Bildhauer Johannes Schilling, Vater von Rudolf Schilling, diese beiden Obelisken und schmückte diese zudem noch mit Figuren. Auf den Innenseiten der Obelisken befanden sich die allegorischen Kolossal-Draperie-Figuren Vergangenheit und Gegenwart. Ein Festumzug mit Bildern aus der 800-jährigen Geschichte des Hauses Wettin zog auf dem Schloßplatz an Ehrentribünen und den Obelisken vorüber. Nach der Feier wurden die Obelisken wieder abgebaut. Für die Jubelfeier wurden im Vorfeld im ganzen Land Sachsen Sammlungen durchgeführt. Nach den Feierlichkeiten verblieb ein Überschuss von 33.750 Mark, welcher der Stadt Dresden übereignet wurde. Der Rat der Stadt Dresden beschloss daraufhin in einer Ratssitzung zur dauernden Erinnerung an die 800-Jahr-Feier einen Obelisken aufzustellen. Als geeigneter Platz erschien den Stadträten die dreieckige Verkehrsinsel zwischen dem Südwestflügel des Residenzschlosses und dem Taschenbergpalais. Mit dem Standort wollte man die Ergebenheit, Dankbarkeit und auch die Beliebtheit des Herrscherpaars König Albert und Königin Carola hervorheben.

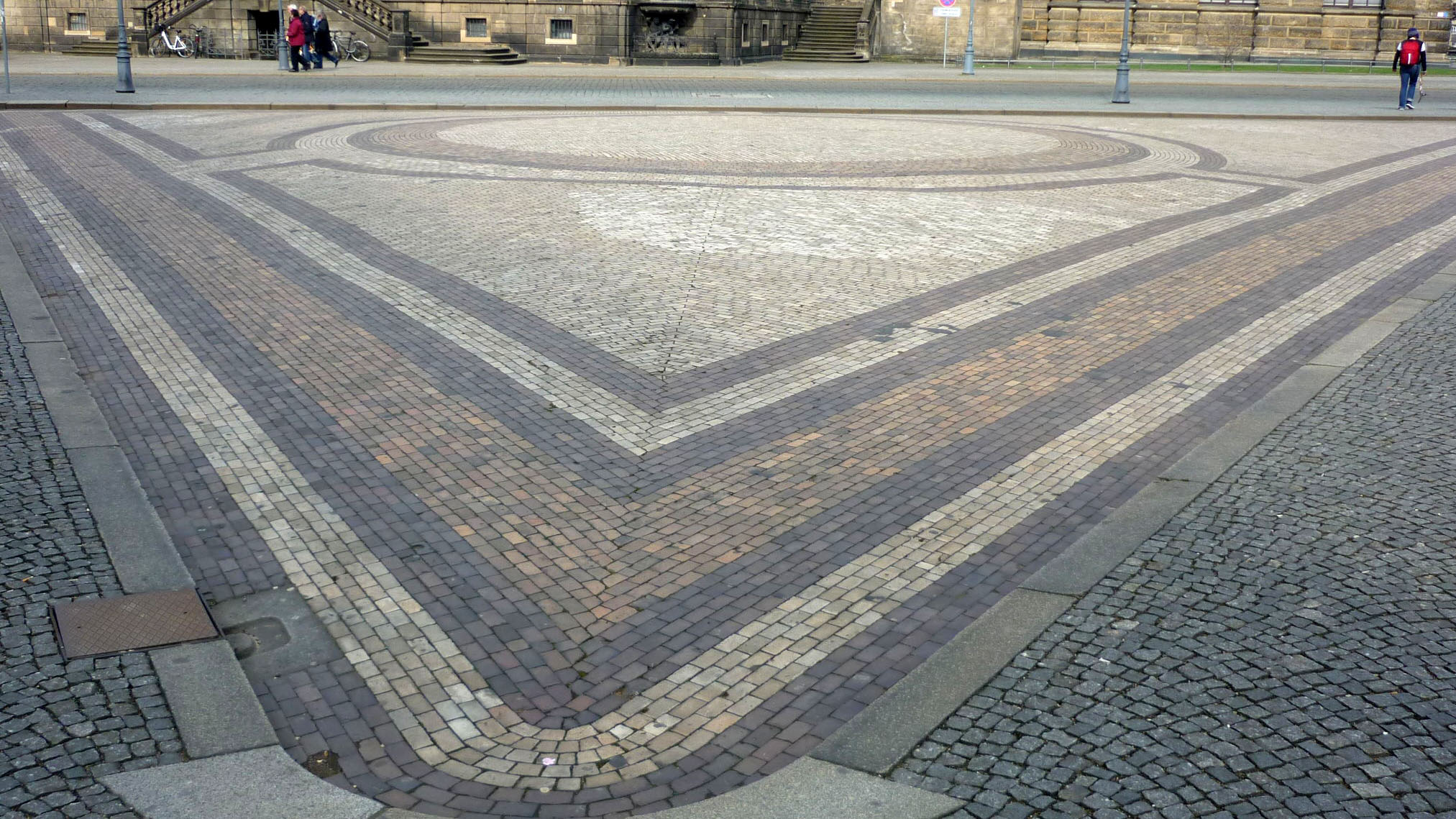
Alter Standort, markiert durch Pflaster des dreieckigen Platzes aus Dresdner Seifensteinen; deutliche Erhebung in der Mitte

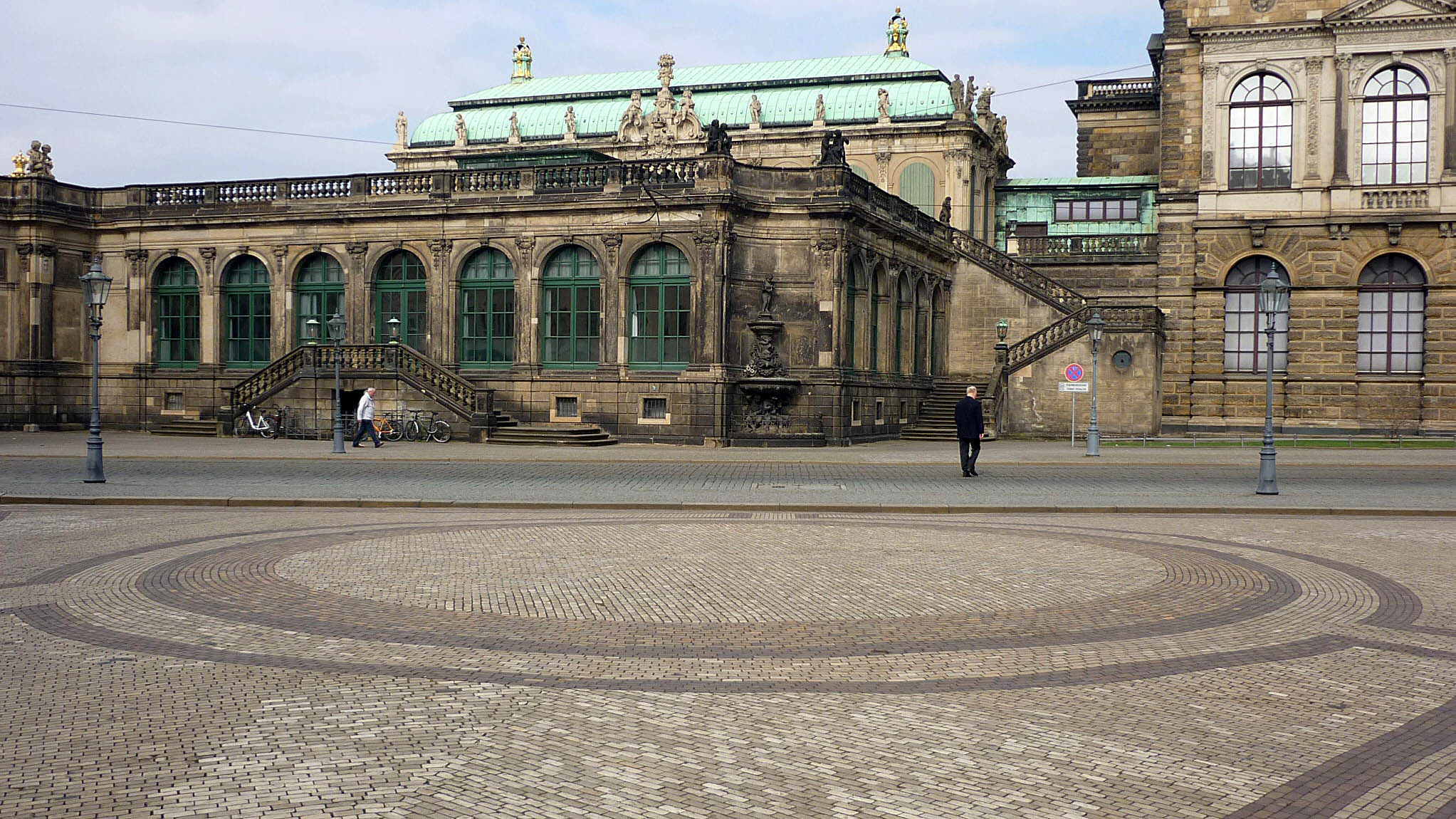
Dort stand der Wettin-Obelisk

## Der Obelisk
In den Jahren 1895 bis 1896 entstand wiederum nach einem Entwurf des Architektenbüros Schilling & Graebner in dem Atelier von Johannes Schilling der Wettin-Obelisk. Auf einem verhältnismäßig niederen Sockel aus tiefschwarzem Syenit baute sich der Obelisk auf. Hergestellt wurde der Unterbau von der Granitfirma Rietscher in Häslich bei Bischheim. Dem Taschenbergpalais und dem Schloss zugewandt ruhten die übergroßen allegorischen Figuren Vergangenheit und Gegenwart. Wegen der ausstrahlenden Anmut und Schönheit wurden beide in Bronze in Lauchhammer gegossen. Die Säulenspitze aus Kupferplatten entstanden bei der Braunschweiger Firma Howald Nachfolger (Inhaber Ringleben). Den ornamentalen plastischen Schmuck gestaltete der Dresdner Bildhauer Clemens Grundig. Den künstlerischen Waffentrophäenschmuck schuf der Dresdner Bildhauer Reinhard König. Die im altägyptischen Stil gehaltenen Kunstelemente mit den Machtsymbolen sowie das Wettiner Hauswappen und eine Tafel mit einer Stiftungsinschrift gestaltete der Professor Johannes Schilling.
Die beiden Bronzefiguren waren 3 Meter hoch, der gesamte Obelisk hatte eine Höhe von 18,50 Meter. Die Gesamtkosten beliefen sich auf ca. 114.600 Mark. Zu den 33.750 Mark Überschussgeld der Stadt gaben die Stadträte noch 20.000 dazu. Den Restbetrag von 60.850 Mark spendierte die Dr.-Güntz-Stiftung. Im Jahr 1896, am 23. April, fand die feierliche Einweihungsfeier in Anwesenheit von König Albert und der gesamten königlichen Familie statt. Mit Militärmusik und Festansprachen gestaltete sich die Zeremonie vor hunderten Dresdner Bürgern zu einem Höhepunkt. In allen namhaften Reiseführern konnte man das neue Kunstwerk finden.
Doch nach nur 44 Jahren sollte das Ende des Denkmales kommen. Das Jahr 1942 besiegelte im Rahmen der Aktion Metallspende des Deutschen Volkes an den Führer das Ende des Obelisken. Während in anderen früheren Monarchien in Deutschland, darunter Bayern und Preußen, die Erhaltungsmöglichkeiten angewandt wurden, kam die Denkmalsebene Für die dauernde Erhaltung vorgesehen nicht zur Anwendung. Denn die Wettiner, nicht den Formationen und Eliten des Dritten Reiches beitretend, galten als Widerständler. Im Jahr 1942 quartierte sich die Wehrmachtskommandantur im Taschenbergpalais ein.

## Kanonen-Denkmal
Nach der Demontage des Obelisken im Jahr 1942 diente der Sockel propagandistischen Zwecken, indem auf ihm eine französische 155-mm-Beutekanone aus dem Ersten Weltkrieg aufgestellt wurde. Inzwischen beherrschte das Militär den kleinen Platz am Taschenberg. Die Kanone wirkte wie ein Fanal zwischen den historischen Gebäuden von Schloss, Zwinger und Taschenbergpalais. Am 13. Februar 1945 erfolgten die schlimmsten Luftangriffe auf Dresden. Alle umliegenden Gebäude brannten total bis auf die Umfassungsmauern aus und waren zerstört. Der Straßenasphalt zeigte tief eingedrückte Fußspuren. Gerade in der Innenstadt entwickelte sich der sogenannte Feuersturm mit Temperaturen über 1400 bis 1600 Grad Celsius. Der Sockel mit der Kanone allerdings überlebte alle Angriffe und symbolisierte weiterhin die Demütigung der Kunst durch das Militär.
Nach dem Krieg, Dresden lag in Schutt und Asche, begann der Wiederaufbau der Stadt. Gemäß den Beschlüssen vom neuen kommunistischen Stadtrat mussten alle nationalsozialistisch und militärisch anmutenden Ehren- und Denkmale beseitigt werden. Bei einer antimilitärischen Großveranstaltung auf dem Theaterplatz am 3. Mai 1946 rollten junge FDJler die französische Beutekanone vom Sockel und quer über den Theaterplatz bis hin zur Treppenanlage am Italienischen Dörfchen zum Terrassenufer in die Elbe. Seit dieser Aktion ist dieses militärische Museumsstück verschollen und nicht wieder auffindbar. In den 1960er Jahren wurde der Granitsockel abgebaut und im Lapidarium der Stadt eingelagert. Obwohl nun nach der politischen Wende in der DDR auch der Wiederaufbau des Residenzschlosses und des Taschenbergpalais erfolgte, sind keine Bestrebungen vorhanden, den Obelisken wiederherzustellen. Nur der kleine Platz am Taschenberg erinnert mit seinem Zierpflaster an das Denkmal.